# Coscineuta marginalis
Coscineuta marginalis är en insektsart som först beskrevs av Walker, F. 1870.  Coscineuta marginalis ingår i släktet Coscineuta och familjen gräshoppor. Inga underarter finns listade i Catalogue of Life.